# Баярам, Штефан
Ште́фан Баяра́м (рум. Ştefan Baiaram; 31 декабря 2002, Бэйлешти) — румынский футболист, полузащитник клуба «Университатя» и молодёжной сборной Румынии.

## Клубная карьера
Родился 31 декабря 2002 года в городе Бэйлешти. Воспитанник футбольной школы клуба «Университатя».
11 июля 2019 года дебютировал за первую команду, выйдя вместо Богдана Вэтэжелу на 90-й минуте игры против «Сабаила» (3:2) в первом квалификационном раунде Лиги Европы УЕФА. Через три дня он дебютировал в Лиге I в матче против «Академики» (Клинчени), также одержав победу со счетом 3:2. Всего за свой первый сезон в клубе Баярам провел 13 матчей во всех турнирах, не забив ни одного гола.
27 августа 2020 года Штефан забил свой первый гол за «студентов» в игре квалификации Лиги Европы против тбилисского «Локомотива» (1:2), а дебютный гол в высшем дивизионе чемпионата молодой нападающий забил 6 марта 2021 года, принеся своей команде  победу 1:0 над «Ботошани». Последний третий гол в том сезоне Баярам забил 15 мая 2021 года в матче Лиги I против действующего чемпиона «ЧФР Клуж» (1:3), а через неделю сыграл в победном финальном матче Кубка Румынии против «Астры» (3:2), одержав таким образом свой первый в карьере трофей.
В сезоне 2021/22 Баярам стал основным нападающим родного клуба, забив 8 голов в 36 играх чемпионата и заняв с командой 3-е место, после чего получил 10 номер.

## Карьера в сборной
В 2019 году дебютировал в составе юношеской сборной Румынии (U-17), всего на юношеском уровне принял участие в 2 играх.

## Достижения
«Университатя» (Крайова)
- Обладатель Кубка Румынии: 2020/21
- Обладатель Суперкубка Румынии: 2021